# خط ماجينو

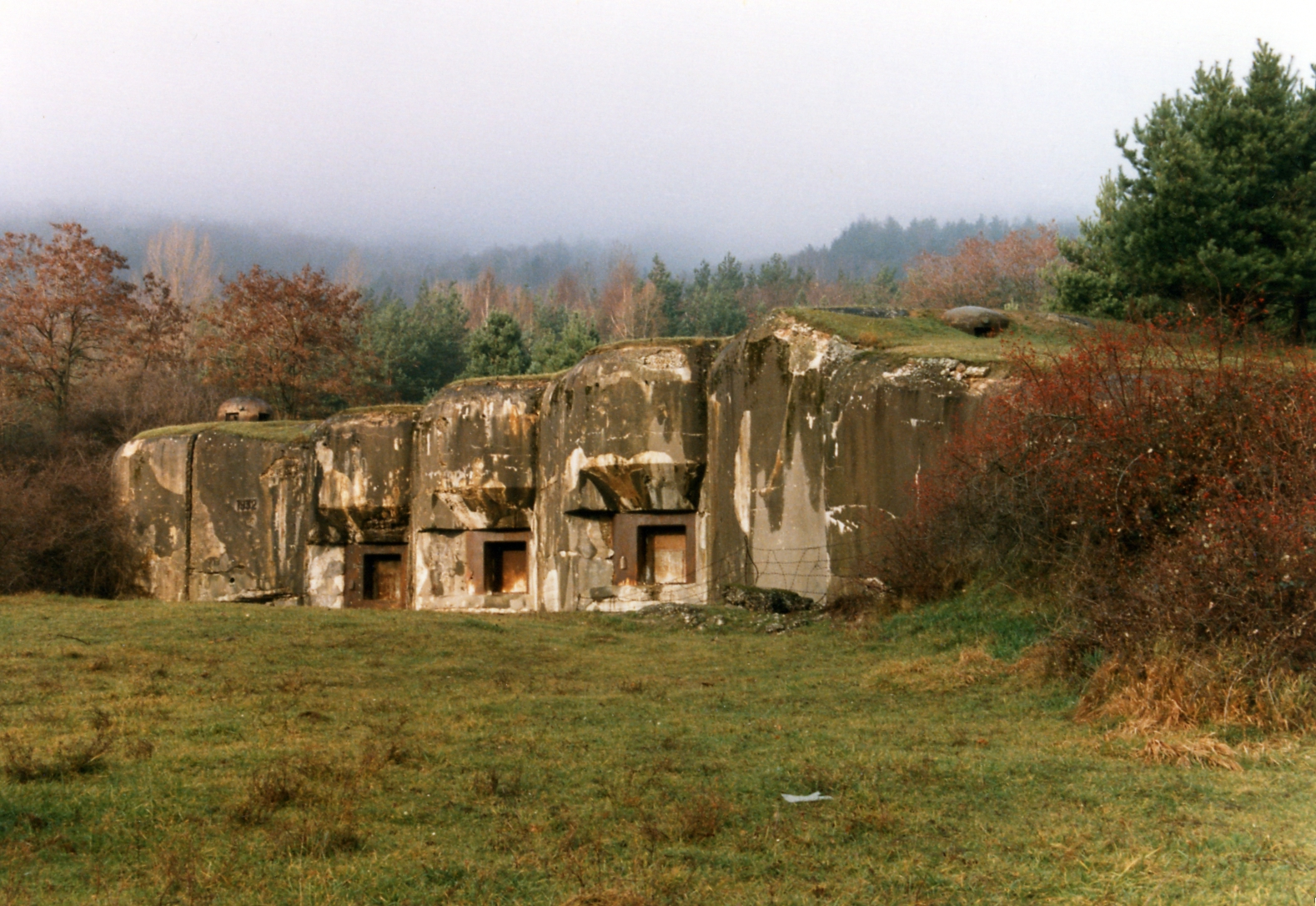
خط ماجينو

بعد انتهاء الحرب العالمية الأولى اعتمدت فرنسا إستراتيجية دفاعية سلبية بإنشاء «خط ماجينو» Ligne Maginot، الذي يُعد نموذجاً للتحصينات الدفاعية الثابتة. واتبع القادة العسكريون هذه النظرية إيماناً منهم بمقدرة الخط على وقف تقدم القوات الألمانية وإنهاكها، ما يسهل توجيه ضربات مضادة إليها وسحقها
إلى جانب ذلك فقد طور المهندسون العسكريون أنماطاً أوجدوها لزيادة قدرة الدفاع الدائري، وتغطية بعض الحصون بعضاً بالنيران والقوات

## التسمية
ينسب هذا الخط الدفاعي إلى وزير الحربية الفرنسي أندريه ماجينو André Maginot الذي نادى للأخد بنظرية الدفاع الثابت ودافع عنها امام البرلمان الفرنسي

## فكرة إنشاء خط ماجينو
بعد انتهاء الحرب العالمية الأولى وانتصار فرنسا عام 1918، بدأت الدراسات حول ما يجنب فرنسا أي عدوان مرتقب، خاصة على الحدود الشمالية الشرقية مع ألمانيا، في منطقتي الألزاس Alsace واللورين Lorraine.
وبعد دراسة الإستراتيجية الألمانية التي تبنت نظرية الحرب الخاطفة اتخذت فرنسا إستراتيجية دفاعية، اعتمدت على بناء خط من التحصينات القوية المستديمة «خط ماجينو». هذا الخط يكون قادراً على وقف تقدم القوات الألمانية المهاجمة، ما يسهل قيام القوات الفرنسية المدافعة بتوجيه ضربات مضادة إليها وسحقها.
وقد أثر هذا الفكر الإستراتيجي الخاطئ على تنظيم القوات الفرنسية المدافعة عن خط ماجينو وتكوينها، وأدى إلى إهمال تطوير قواتها المدرعة والميكانيكية، والقوات الجوية وقوات الإبرار الجوي.
وقد ساعد على الاقتناع بهذه النظرية.أن القيادة العليا الفرنسية، قد تأثرت لعدد القتلى والجرحى في الحرب العالمية الأولى من عام 1914 إلى 1918، وكان من نتائجها أن صار الرأي العام الفرنسي على درجة عالية من الحساسية لفقد الأرواح، موقنة إنها إن تكررت فستكون النتيجة نهاية فرنسا. وأصبح البرلمان الفرنسي أكثر قناعة للأخذ بالدفاعات المحصنة. التي توفر للجنود الفرنسيين الصمود والثبات.

## المراحل الرئيسية لتشييد خط ماجينو
- المرحلة الأولى: 1919- يوليه 1922:

وهي مرحلة التخطيط والدراسات العسكرية والفنية اللازمة للتأكد من سلامة الفكر، والتحقق من الاختيار المناسب لأنواع التحصينات الدفاعية، ومدى تناسبها مع الدراسة التكتيكية والطبوغرافية للأرض،
- المرحلة الثانية: أغسطس 1922-1925:

نظراً لضخامة الاعتمادات المالية المخصصة للمشروع، شُكلت اللجنة الإقليمية، وأعقبتها لجنة جديدة سُميت «لجنة الدفاع عن الحدود» برئاسة الجنرال جيليومات. وكان الهدف من هذه اللجان هو دراسة التقارير السابقة في المرحلة الأولى ووضع التصور النهائي لما سيكون عليه خط ماجينو.
وقد قررت هذه اللجان إنشاء ثلاث مناطق هي ميتز Metz، لوتير Lauter، بلفور Belfort، وأوصت اللجان بأن تكون التحصينات والمنشآت ذات تقنية عالية.
- المرحلة الثالثة 1925 -1936 :

مرحلة البناء والتشييد للتحصينات الدفاعية الثابتة، وتشكلت لهذه المهمة اللجنة التنظيمية الإقليمية للتحصينات، وكانت مهمتها الاختيار الدقيق لأماكن التحصينات، واختيار النموذج المناسب، مما أعد في المرحلة السابقة، بعد تطويره بواسطة لجنة الدفاع عن الحدود.
أما تصميم الأسلحة والمعدات وتصنيعها بما يتناسب مع الهدف الرئيسي من هذه التحصينات، فقد أُسندت المسؤولية المباشرة لمدير المدفعية الفرنسي.
وقد واكب بدء التشييد الفعلي فترة رواج اقتصادي عظيم لفرنسا، وكان ذلك عام 1929، ما ساعد على تنفيذ هذه المرحلة على النحو التالي:
1. عام 1930: إنشاء الدشم والملاجئ الحصينة.
2. عام 1931: أعمال الحفر وإقامة البنية التحتية.
3. عام 1932: أعمال الحفر في دشم الأسلحة وإنشاء القواعد الخرسانية للأسلحة.
4. عام 1933: إنشاء الجزء الأكبر من مرابض نيران المدفعية وخليج النيران لأسلحة المشاة في النطاق الخارجي الدفاعي.
5. عام 1934: إنشاء المعسكرات وأماكن مبيت الأفراد «قوات الحصون»، وإقامة محطات توليد الكهرباء وتركيب المصاعد الكهربائية ونظام التهوية.
6. عام 1935: استكمال المنشآت الداخلية والتجهيزات الخاصة بالإنذار والحريق والاتصالات والإضاءة، وإقامة الموانع المضادة للدبابات، على امتداد الخط، والبدء في بناء التحصينات على الاتجاه الشمالي على الحدود البلجيكية.
7. عام 1936: تكثيف الدفاعات بوضع المزيد من الموانع والدفاعات المضادة للدبابات، واستكمال شبكة الصرف الصحي وتطويرها، وتخفيف عوامل الرطوبة

- المرحلة الرابعة: عام 1936-1939:

أول ما قُدِّمَ في هذه المرحلة اختيار الأفراد وتنظيم قوات الدفاع عن خط ماجينو وتدريبها، وقد أُطلق عليها «حامية الحصون»، وهي تتألف من وحدات من المشاة والمدفعية والمهندسين والفنيين المنوط بهم تشغيل الماكينات، وأجهزة نقل الحركة في المركبات، والعناية بالطاقة الكهربائية.
و لكن حدث ان اخل هتلر ببنود اتفقاية فرساي واعاد تسليح المناطق منزوعة الحدود.
كان من نتائج ذلك ان قرر قادة فرنسا بأن يدخل بناء الدشم على الاتجاه الشمالي الغربي تحت مسمى «جبهات جديدة»، ضمن المرحلة الرابعة في مواقع أُطلق عليها «ثغرة الثار»، ومنطقة أخرى أُطلق عليها «هاي فوسجاس».
كما شملت كذلك محاور التقدم باتجاه الحدود البلجيكية.
- المرحلة الخامسة «الأخيرة»: عام 1939-1940:

كانت المهمة الرئيسية في هذه المرحلة هي تقوية الدفاعات والتحصينات بما يحقق تنفيذ مبادئ الدفاع الثابت، وهي ثبات الدفاع ـ الدفاع ضد هجمات المشاة والدبابات ـ الدفاع ضد الضربات الجوية ـ استخدام الموانع والتحصينات الدفاعية لصد الهجوم الألماني، وإمكانية القيام بالضربات المضادة. وقد حققت هذه المرحلة استكمال بناء خط ماجينو وزيادة كثافة الموانع المضادة للدبابات على المواقع الأمامية في مواجهة خط سيجفريد Siegfried Ligne، كما أُنشئ موقع ثانٍ على مسافة 25 كم من الموقع الأول، لم يكن في كفاءة الموقع الأول نظراً للظروف الاقتصادية المتردية التي تمر بها فرنسا، مع استكمال الدفاعات الدائرية عن مدينة باريس Paris.

## سقوط خط ماجينو
فشل خط ماجينو في حماية فرنسا من الغزو الألماني في الحرب العالمية الثانية. إذ أن الخطة الألمانية لاجتياح فرنسا عام 1940 أخذت بالحسبان وجود هذا الخط. حيث وضع الألمان قوة شكلية في مقابل الخط لخداع الفرنسيين، بينما اندفعت قوات الألمان عبر البلدان الواطئة (هولندا وبلجيكا) وعبر غابة الأردين الواقعة شمال التحصينات الفرنسية الرئيسية. وبذلك نجح الألمان في الولوج إلى فرنسا دون الاصطدام بشكل مباشر بخط ماجينو. ومن هناك قاموا بمهاجمة الخط والسيطرة على فرنسا.
بدأ الهجوم الألماني في 10 مايو، وفي 14 يونيو 1940 كانت العاصمة الفرنسية باريس قد سقطت في أيدي النازيين. واستمرت المعارك حول الخط حتى تم توقيع الاستسلام من قبل الفرنسيين وأمر الجيش الفرنسي بمغادرة تحصيناته.

## معرض صور

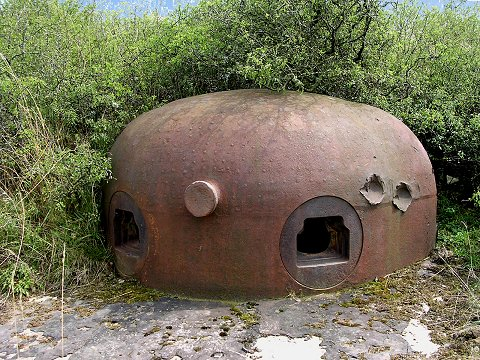
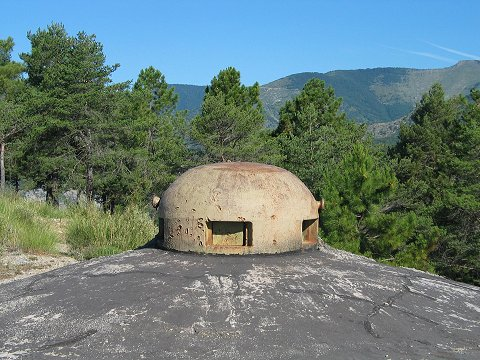
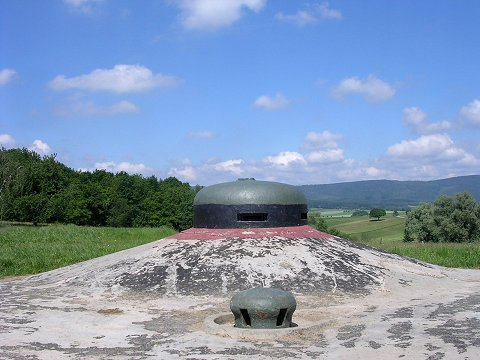
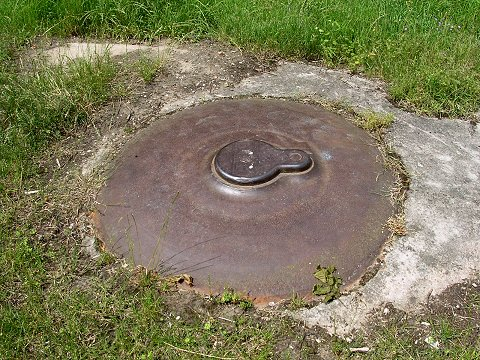
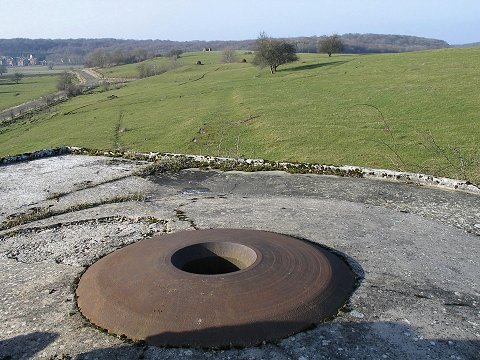
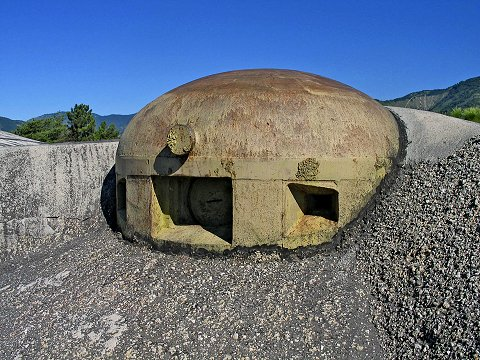

## مقالات ذات صلة
- قائمة الجدران
- خط سيغفريد
- أدولف هتلر